# Mujića Rečine
Mujića Rečine (en serbe cyrillique : Мујића Речине) est un village du centre du Monténégro, dans la municipalité de Kolašin.

## Démographie

### Évolution historique de la population
| 1948 | 1953 | 1961 | 1971 | 1981 | 1991 | 2003 |
| ---- | ---- | ---- | ---- | ---- | ---- | ---- |
| 121  | 119  | 78   | 72   | 37   | 32   | 13   |